# Ibuki-Klasse (1909)
Die Ibuki-Klasse (japanisch 伊吹型 Ibuki-gata), auch als Kurama-Klasse bezeichnet, war eine Klasse von zwei Panzerkreuzern (Sōkō jun'yōkan) der Kaiserlich Japanischen Marine die von 1909 bis 1923 in Dienst stand.

## Konstruktion und Dienst

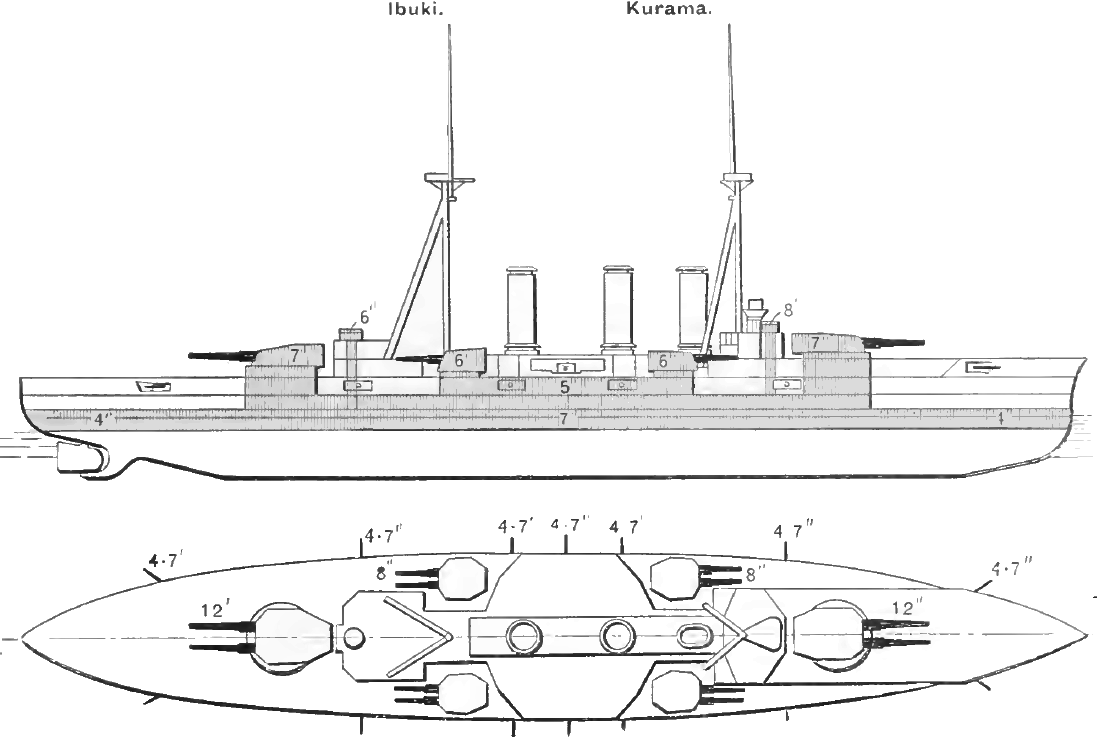
Plan der Kreuzer der Ibuki-Klasse aus Brassey’s Naval Annual 1915; die dunklen Flächen bezeichnen die Panzerung.

Der Bau beider Schiffe verzögerte sich aufgrund fehlender Einrichtungen in den Werften, eines Mangels an entsprechend ausgebildeten Arbeitern und ihrer geringen Priorität für den Bau. Die lange Bauzeit der Kurama in der Marinewerft von Yokosuka war darauf zurückzuführen, dass dem Bau der Schlachtschiffe Kawachi und Settsu sowie der Reparatur und dem Wiederaufbau der nach der Schlacht von Tsushima erbeuteten ehemaligen russischen Schiffe Priorität eingeräumt wurde. Die Ibuki musste mit der Kiellegung warten, bis die vom Schlachtschiff Aki genutzte Helling nach ihrem Stapellauf wieder frei wurde. Die Marinewerft Kure nutzte die Verzögerung bei der Ibuki, um Material und Komponenten zu lagern, und stellte einen Rekord von fünf Monaten zwischen Kiellegung und Stapellauf auf, eine Leistung, die nur von der Marinewerft von Portsmouth übertroffen wurde, als sie das Schlachtschiff Dreadnought in nur vier Monaten fertig stellte. Die Entscheidung, bei der Ibuki und der Aki von Kolbenmaschinen auf Turbinen umzusteigen, wurde erst fünf Tage nach dem Stapellauf der Ibuki getroffen, und erhielt anschließend Vorrang vor den Schlachtschiffen, so dass die Ibuki knapp zwei Jahre später fertig gestellt wurde und das erste Schiff der kaiserlichen japanischen Marine war, das mit Dampfturbinen ausgestattet war. Tatsächlich wurde der Bau der Aki zugunsten der Ibuki für etwa fünf Monate komplett eingestellt, da die Turbinen der Aki zu spät geliefert wurden und die Ibuki besser geeignet schien, um als Testschiff für die neue Technologie zu dienen.
1911 lief die Ibuki nach Thailand aus, um Japan bei der Krönungszeremonie von König Rama VI. Vajiravudh zu vertreten. Als im August 1914 der Erste Weltkrieg begann, stand sie unter dem Kommando von Kapitän Kanji Katō. Das Schiff wurde nach Singapur beordert und kooperierte mit den Briten bei der Jagd auf den Kleinen Kreuzer Emden in Ostindien und im Indischen Ozean. Ende September wurde die Ibuki nach Neuseeland beordert, um einen großen Truppenkonvoi mit ANZAC-Truppen in den Nahen Osten zu eskortieren. Als man am 9. November die Emden auf den Kokosinseln entdeckte, erhielt die Ibuki sehr zum Missfallen von Kapitän Katō lediglich den Befehl, den Konvoi zu bewachen, und statt ihr wurde der australische Leichte Kreuzer Sydney vom Konvoi abkommandiert, um die Emden zu versenken. Nachdem die Gefahr für den Konvoi gebannt war, wurde die Ibuki zum Zweiten Südseegeschwader nach Truk auf den Karolinen versetzt. Die Ibuki wurde 1918 in Kure umgerüstet, 1922 abgemustert und im folgenden Jahr von der Marineliste gestrichen und gemäß dem Washingtoner Flottenabkommen abgewrackt. Ihre Geschütze wurden an die kaiserliche japanische Armee übergeben, die 1929 einen Hauptgeschützturm in der Tsugaru-Straße zwischen Honshū und Hokkaidō und einen weiteren in der Hōyo-Straße aufstellte.
Die Kurama nahm am 24. Juni 1911 an der Krönungsfeier von König Georg V. in Spithead teil. Im August 1914 war sie in Yokosuka und wurde dem 1. Südseegeschwader zugeteilt, um nach dem Ostasiengeschwader zu suchen. Sie verließen es am 14. September und erreichten Truk am 11. Oktober, als die vom Geschwader mitgeführten Truppen die Karolinen besetzten. Im November wurde das Geschwader in Suva auf den Fidschi-Inseln stationiert, für den Fall, dass das Ostasiengeschwader beschloss, in den Zentralpazifik zurückzukehren. Die Kurama war 1917 Flaggschiff des 2. Geschwaders und wurde im folgenden Jahr dem 5. Geschwader zugeteilt. Wie ihre Schwester wurde sie 1922 abgerüstet, 1923 von der Marineliste gestrichen und anschließend abgewrackt. Zwei ihrer 20,3-cm-Geschütztürme wurden anschließend als Küstenartillerie in der Bucht von Tokio eingesetzt.

## Schiffe
| Name          | Bauwerft             | Kiellegung      | Stapellauf        | Indienststellung | Verbleib        |
| ------------- | -------------------- | --------------- | ----------------- | ---------------- | --------------- |
| Kurama (鞍馬) | Marinewerft Yokosuka | 23. August 1905 | 21. Oktober 1907  | 28. Februar 1911 | abgewrackt 1923 |
| Ibuki (伊吹)  | Marinewerft Kure     | 22. Mai 1907    | 21. November 1907 | 1. November 1909 | abgewrackt 1923 |

## Technische Beschreibung
Die Schiffe der Ibuki-Klasse wurden ursprünglich während des Russisch-Japanischen Krieges, am 31. Januar 1905, als Panzerkreuzer der Tsukuba-Klasse bestellt. Noch vor Baubeginn wurden sie jedoch umgestaltet und mit 20,3-cm-Kanonen in vier Zwillingstürmen statt mit den 15,2-cm-Kanonen in Einzellafetten der früheren Schiffe ausgestattet. Dies erforderte einen größeren Rumpf, um die Geschütztürme unterzubringen, und damit mehr Leistung aus zusätzlichen Kesseln, um die gleiche Geschwindigkeit wie die Schiffe der Tsukuba-Klasse zu erreichen. Um die vorhandenen Panzerkreuzer zu übertreffen und um in Kiellinie mit Schlachtschiffen zu kämpfen, erhielten die Schiffe eine Bewaffnung in Schlachtschiffqualität. Sie waren zwar leistungsfähiger als die bestehenden Panzerkreuzer, doch das Erscheinen der britischen Invincible-Klasse im Jahr 1908 mit ihrer Bewaffnung von acht 30,5-cm-Geschützen und einer Geschwindigkeit von 25 Knoten (46 km/h) machte diese Schiffe überflüssig, bevor sie überhaupt in Dienst gestellt wurden, sodass man sie 1912 als Schlachtkreuzer neu klassifizierte. Die Schiffe hatten eine Gesamtlänge von 147,80 m, eine Breite von 23 m und einen Tiefgang von 8 m. Sie verdrängten zwischen 14.871 t und 15.845 t, was etwa 910 t mehr waren als bei früheren Schiffen. Die Besatzung bestand aus etwa 845 Offizieren und Mannschaften.

### Antrieb
Beide Schiffe sollten von Verbunddampfmaschinen angetrieben werden, aber die langen Bauverzögerungen bei der Ibuki machten es möglich, dass sie als Testschiff für die Dampfturbine diente. Vier Sätze Curtis-Turbinen wurden bei der Fore River Shipbuilding Co. bestellt, jeweils zwei für die Ibuki und für die Aki. Einen Monat später zahlten die Japaner 100.000 Dollar für eine Herstellungslizenz für die Turbinen. Die Ibuki war mit zwei Turbinensätzen ausgestattet, die jeweils eine Welle antrieben und insgesamt 24.000 PS entwickelten, mit der sie eine Höchstgeschwindigkeit von 22,5 Knoten (41,7 km/h)  erreichen sollte. Der Dampf wurde von 18 Miyabara-Wasserrohrkesseln mit Mischfeuerung und Überhitzer geliefert, die die Kohle mit Heizöl besprühten, um die Verbrennungsgeschwindigkeit zu erhöhen. Die Leistung der Ibuki bei der ersten Probefahrt am 12. August 1909 war nicht zufriedenstellend, da sie nur 20,87 Knoten (38,65 km/h) erreichte, obwohl die Turbinen mit 27.353 PS ihre Nennleistung übertrafen. In der Folge wurden die Turbinen modifiziert und die Propeller ausgetauscht, um das Problem zu beheben, jedoch mit nur begrenztem Erfolg. Am 23. Juni 1910 wurde das Schiff erneut mit voller Leistung getestet und erreichte mit 28.977 PS eine Geschwindigkeit von 21,16 Knoten (39,19 km/h). Die Kurama verfügte über traditionelle Vierzylinder-Dampfmaschinen mit einer Leistung von 22.500 PS. Sie verwendete den gleichen Kesseltyp wie die Ibuki, hatte aber vier zusätzliche Kessel, was einen zusätzlichen Schornstein erforderte. Die Schiffe konnten maximal 2.000 t Kohle und zusätzlich 218 t Heizöl transportieren, wobei ihre Reichweite unbekannt ist.

### Bewaffnung
Die Schiffe der Ibuki-Klasse waren mit vier 30,5-cm-Geschützen mit Kaliberlänge 45 bewaffnet, die in hydraulisch angetriebenen Doppeltürmen in der Mittellinie montiert waren. Die Geschütze hatten einen Elevationsbereich von −3°/+23° und luden ihre Geschosse normalerweise in einem Winkel von +5°, obwohl das Laden in jedem beliebigen Winkel bis zu +13° theoretisch möglich war. Die 386 kg schweren Geschosse erreichten bei einer Mündungsgeschwindigkeit von 850 m/s eine maximale Reichweite von 22.000 m. Die Zwischenbewaffnung war wesentlich schwerer als bei den älteren Schiffen und bestand aus vier Zwillingsgeschütztürmen mit 20,3-cm-Geschützen mit Kaliberlänge 45, die auf jeder Seite montiert waren. Bei einer Elevation von +30° und einer Mündungsgeschwindigkeit von 760 m/s erreichten die 115 kg schweren Granaten eine maximale Reichweite von etwa 21.000 m.
Die Verteidigung gegen Torpedoboote erfolgte hauptsächlich durch vierzehn 12-cm-Schnellfeuergeschütze, von denen alle bis auf zwei in Kasematten an den Seiten des Rumpfes montiert waren. Das Geschütz feuerte eine 20-kg-Granate mit einer Mündungsgeschwindigkeit von 660 m/s ab. Die Schiffe waren außerdem mit vier 12-Pfünder-12-cwt-Schnellfeuerkanonen und vier 12-Pfünder-Schnellfeuerkanonen auf Hochwinkellafetten ausgestattet. Beide Geschütztypen feuerten 5,67-kg-Granaten mit einer Mündungsgeschwindigkeit von 700 m/s  bzw. 450 m/s  ab. Außerdem waren die Kreuzer mit drei im Rumpf eingelassenen 45,7-cm-Torpedorohren ausgestattet, eines auf jeder Breitseite und eines im Heck. Jedes Rohr war mit einem Übungstorpedo und zwei normalen Torpedos bestückt.

### Panzerung
Im Vergleich zu den früheren Schiffen erhielt die Ibuki-Klasse eine verbesserte Panzerung. Der Panzergürtel aus Kc-Panzerung war zwischen den 30,5-cm-Geschütztürmen 178 mm dick, und 102 mm vor und hinter den Türmen. Darüber befand sich eine 127 mm dicke Panzerung, die sich zwischen den 20,3-cm-Geschütztürmen erstreckte und die beiden zentralen Kasematten schützte. Vor diesen Geschütztürmen war die Panzerung 152 mm dick. Die Enden des Panzergürtels waren durch 25 mm Querschotten mit den Hauptgeschützrohren verbunden.
Die Hauptgeschütztürme wurden an den Seiten durch 229 mm und auf dem Dach durch 38 mm Panzerplatten geschützt. Die Türme für die 20,3-cm-Geschütze erhielten eine Panzerung von 150 mm. Die Hauptbarbetten waren mit einer Panzerung von 177 mm und die Nebenbarbetten mit 127 mm geschützt, wobei die Panzerung dieser Barbetten hinter dem oberen Panzergürtel auf 51 mm abnahm. Das gepanzerte Deck wurde auf dem gesamten Schiff mit 51 mm dicker Panzerung versehen. Die Seiten des vorderen Kommandoturms waren 203 mm dick und das Kommunikationsrohr zum Hauptdeck 177 mm.